# Красный Уралец
Красный Уралец — село в Юргамышском районе Курганской области. Входит в состав Красноуральского сельсовета.

## История
До 1917 года в составе Кипельской волости Челябинского уезда Оренбургской губернии. По данным на 1926 год Курганский сельскохозяйственный техникум состоял из 49 хозяйств. В административном отношении входил в состав Петровского сельсовета Юргамышского района Курганского округа Уральской области.

## Население
| 1989 | 2002 | 2010 |
| ---- | ---- | ---- |
| 1023 | ↘861 | ↘659 |

По данным переписи 1926 года в техникуме проживало 246 человек (152 мужчины и 94 женщины), в том числе: русские составляли 99 % населения.